# Axel Disasi
Axel Disasi (* 11. března 1998 Gonesse) je francouzský profesionální fotbalista, který hraje na pozici středního obránce za anglický klub Chelsea FC a za francouzský národní tým.

## Klubová kariéra

### Mládežnické roky
Disasi prošel mládežnickou akademií Paris FC, přičemž debutoval za klub při prohře 1:0 s Lens dne 11. prosince 2016. V roce 2016 přestoupil do Stade Reims.

### Monaco
Dne 7. srpna 2020 dokončil Disasi transfer z Reims do Monaca za poplatek 13 milionů eur. S klubem podepsal pětiletou smlouvu. Dne 23. srpna debutoval v Ligue 1 proti svému bývalému klubu Stade Reims. Vstřelil gól a zápas skončil 2:2.

## Reprezentační kariéra
Disasi se narodil ve Francii, je konžského a angolského původu a byl povolán do týmu Demokratické republiky Kongo do 20 let pro turnaj Jeux de la Francophonie 2017.
Disasi byl mládežnickým reprezentantem Francie a 14. listopadu 2022 byl povolán do francouzského týmu pro Mistrovství světa ve fotbale 2022, kde nahradil zraněného původně nominovaného Presnela Kimpembeho. Dne 30. listopadu debutoval při prohře 1:0 ve skupině s Tuniskem a stal se prvním francouzským mezinárodním debutantem během mistrovství světa ve fotbale od šampionátu v roce 1966. Disasi si zahrál také při vítězství Francie 3:1 nad Polskem v osmifinále dne 4. prosince a při porážce na penalty po remíze 3:3 s Argentinou ve finále 18. prosince.

## Statistiky

### Klubové
Platí k zápasu hranému 3. června 2023.
| Klub              | Sezóna            | Liga              | Liga   | Liga | Národní pohár | Národní pohár | Ligový pohár | Ligový pohár | Kontinentální | Kontinentální | Celkově | Celkově |
| Klub              | Sezóna            | Divize            | Zápasy | Góly | Zápasy        | Góly          | Zápasy       | Góly         | Zápasy        | Góly          | Zápasy  | Góly    |
| ----------------- | ----------------- | ----------------- | ------ | ---- | ------------- | ------------- | ------------ | ------------ | ------------- | ------------- | ------- | ------- |
| Paris FC B        | 2015/16           | CFA 2             | 19     | 2    | —             | —             | —            | —            | —             | —             | 19      | 2       |
| Paris FC          | 2015/16           | Ligue 2           | 3      | 1    | 1             | 0             | —            | —            | —             | —             | 4       | 1       |
| Reims B           | 2016/17           | National 2        | 21     | 1    | —             | —             | —            | —            | —             | —             | 21      | 1       |
| Reims B           | 2017/18           | National 2        | 2      | 0    | —             | —             | —            | —            | —             | —             | 2       | 0       |
| Reims B           | 2018/19           | National 2        | 13     | 1    | —             | —             | —            | —            | —             | —             | 13      | 1       |
| Reims B           | Celkově           | Celkově           | 36     | 2    | —             | —             | —            | —            | —             | —             | 36      | 2       |
| Reims             | 2016/17           | Ligue 2           | 1      | 0    | 0             | 0             | 0            | 0            | —             | —             | 1       | 0       |
| Reims             | 2017/18           | Ligue 2           | 13     | 1    | 1             | 0             | 1            | 0            | —             | —             | 15      | 1       |
| Reims             | 2018/19           | Ligue 1           | 4      | 0    | 0             | 0             | 1            | 0            | —             | —             | 5       | 0       |
| Reims             | 2019/20           | Ligue 1           | 27     | 1    | 1             | 0             | 4            | 0            | —             | —             | 32      | 1       |
| Reims             | Celkově           | Celkově           | 45     | 2    | 2             | 0             | 6            | 0            | —             | —             | 53      | 2       |
| Monaco            | 2020/21           | Ligue 1           | 29     | 3    | 6             | 0             | —            | —            | 0             | 0             | 35      | 3       |
| Monaco            | 2021/22           | Ligue 1           | 32     | 1    | 4             | 0             | —            | —            | 9             | 2             | 45      | 3       |
| Monaco            | 2022/23           | Ligue 1           | 38     | 3    | 1             | 0             | —            | —            | 10            | 3             | 49      | 4       |
| Monaco            | Celkově           | Celkově           | 99     | 7    | 11            | 0             | —            | —            | 19            | 5             | 129     | 10      |
| Celkově v kariéře | Celkově v kariéře | Celkově v kariéře | 202    | 14   | 14            | 0             | 6            | 0            | 19            | 5             | 241     | 19      |

### Reprezentační
Platí k zápasu hranému 16. června 2023.
| Národní tým | Rok     | Zápasy | Góly |
| ----------- | ------- | ------ | ---- |
| Francie     | 2022    | 3      | 0    |
| Francie     | 2023    | 1      | 0    |
| Celkově     | Celkově | 4      | 0    |

## Úspěchy
Reims
- Ligue 2: 2017/18

France
- Poražený finalista Mistrovství světa ve fotbale: 2022